# Kings Mountain (Carolina del Norte)
Kings Mountain  es una ciudad ubicada en el condado de Cleveland y condado de Gaston en el estado estadounidense de Carolina del Norte. La localidad en el año 2000, tenía una población de 9.693 habitantes en una superficie de 21.1 km², con una densidad poblacional de 458.3 personas por km².

## Geografía
Kings Mountain se encuentra ubicada en las coordenadas 35°14′39″N 81°20′33″O / 35.24417, -81.34250. Según la Oficina del Censo, la localidad tiene un área total de 21,1 km² (8,1 mi²), de la cual 21,1 km² (8,1 mi²) es tierra y 0 km² (0 mi²) (0.0%) es agua.

### Localidades adyacentes
El siguiente diagrama muestra a las localidades en un radio de 16 kilómetros (9,9 mi) de Kings Mountain .

## Demografía
En el 2000 la renta per cápita promedia del hogar era de $31.415, y el ingreso promedio para una familia era de $39.137. El ingreso per cápita para la localidad era de $15.920. En 2000 los hombres tenían un ingreso per cápita de $32.444 contra $22.201 para las mujeres. Alrededor del 19.20% de la población estaba bajo el umbral de pobreza nacional.